# 埃爾克鎮區 (克萊頓縣)
埃尔克鎮區（Elk Township），美国艾奥瓦州克莱顿县的一个鎮區，总面积93.32平方公里，总人口490（2000美国人口普查）。